# Allermuir Hill
Der Allermuir Hill ist ein Hügel in den Pentland Hills. Die 493 m hohe Erhebung liegt am Nordende der rund 25 km langen Hügelkette auf der Grenze zwischen den schottischen Council Areas Edinburgh und Midlothian. Die nächstgelegenen Siedlungen sind das jeweils rund fünf Kilometer westlich gelegene Currie und das östlich gelegene Loanhead. Die südlichen Stadtteile Edinburghs beginnen etwa drei Kilometer nördlich. Die nächstgelegenen Hügel sind der Capelaw Hill im Südwesten, der Caerketton Hill im Osten sowie der Castlelaw Hill im Süden.
Die Kuppe markiert ein rund einen Meter durchmessender und einen halben Meter hoher Cairn, der wahrscheinlich nicht historisch ist.

## Umgebung
An der Südflanke entspringt der Boghall Burn, der über North Esk und Esk schließlich in den Firth of Forth entwässert. Ebenfalls in den Firth of Forth entwässert der an der Nordflanke entspringende Howden Burn, der zunächst in den Bonaly Burn mündet.
An der Ostflanke des Allermuir Hills wurde 1970 eine Pfeilspitze aus Feuerstein entdeckt. Das Exponat befindet sich in der Sammlung des National Museum of Antiquities of Scotland, welches dem Royal Museum angegliedert ist.
Über Teile des Allermuir Hills erstreckt sich ein militärischer Übungsplatz. Dieser zieht sich in einem drei Kilometer weiten Streifen westlich der A720. Ursprünglich nutzten in den Glencorse Barracks in Penicuik stationierte Einheiten das Gebiet. Heute ist die Einrichtung teilweise aufgelassen und ist Teil der Redford Barracks in Edinburgh. Herrscht kein Militärbetrieb, kann die Anlage betreten werden.
An den Süd- und Westflanken des Hügels finden sich mehrere aufgelassene Steinbrüche.

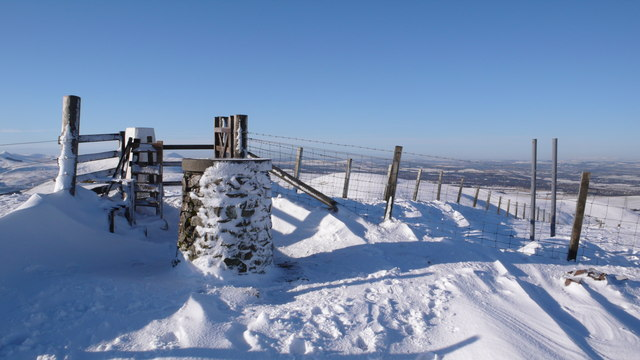
Kuppe des Hügels
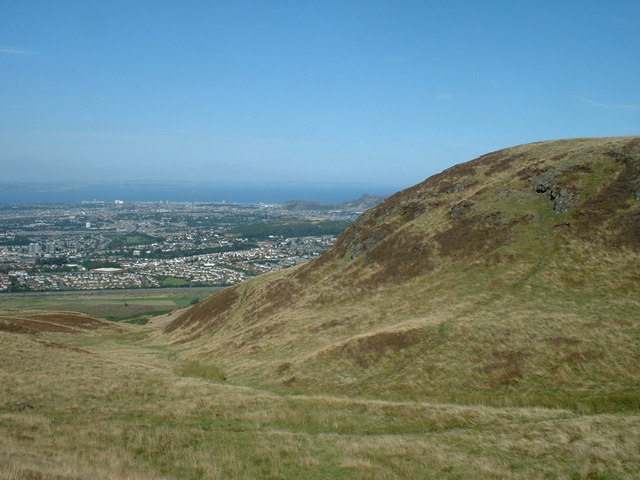
Blick nach Norden über Edinburgh
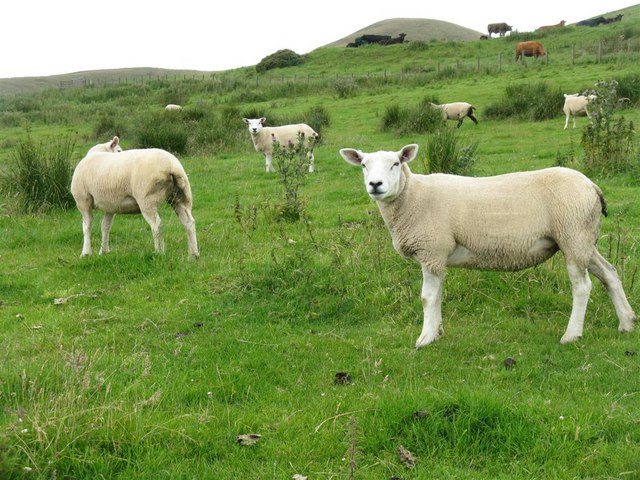
Schafhaltung an den Hängen des Allermuir Hills